# Tsentralny Profsojoezstadion (Voronezj)
Het Tsentralny Profsojoezstadion  is een multifunctioneel stadion in Voronezj, een stad in Rusland. Het stadion heette tussen 1936 en 1953 Stadion Pisjtsjevik, tussen 1953 en 1958 Stadion Znamja en tussen 1958 en 1973 Stadion Troed. Het wordt ook wel Central Trade Union Stadion genoemd.

## Informatie
Het stadion wordt vooral gebruikt voor voetbalwedstrijden, de voetbalclub Fakel Voronezj maakt gebruik van dit stadion. Op 17 november 2010 speelde het Russisch voetbalelftal een vriendschappelijke interland tegen België, de wedstrijd eindigde in 0−2. In het stadion is plaats voor 31.793 toeschouwers. Het stadion werd geopend in 1930.

## Afbeeldingen

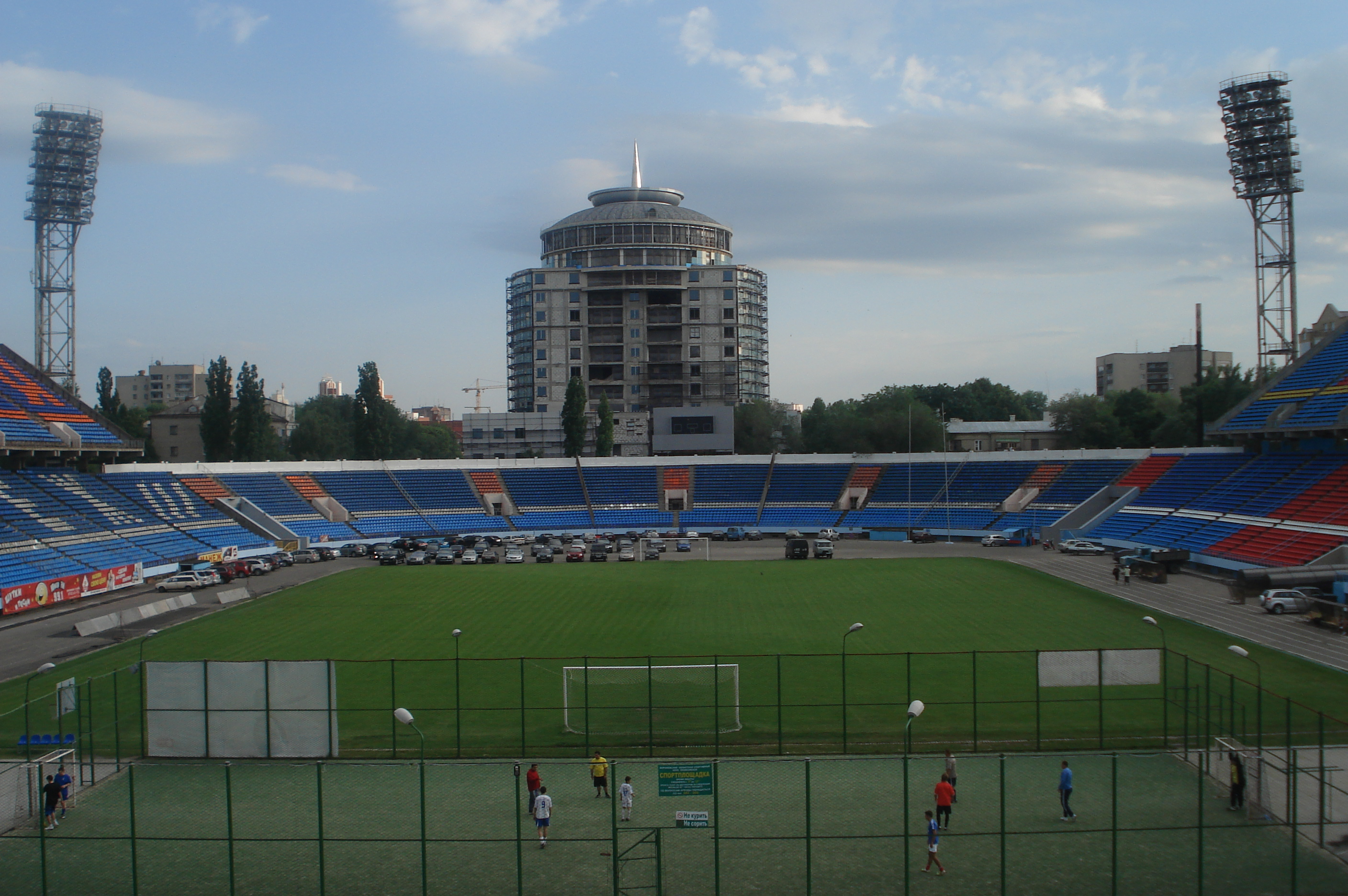
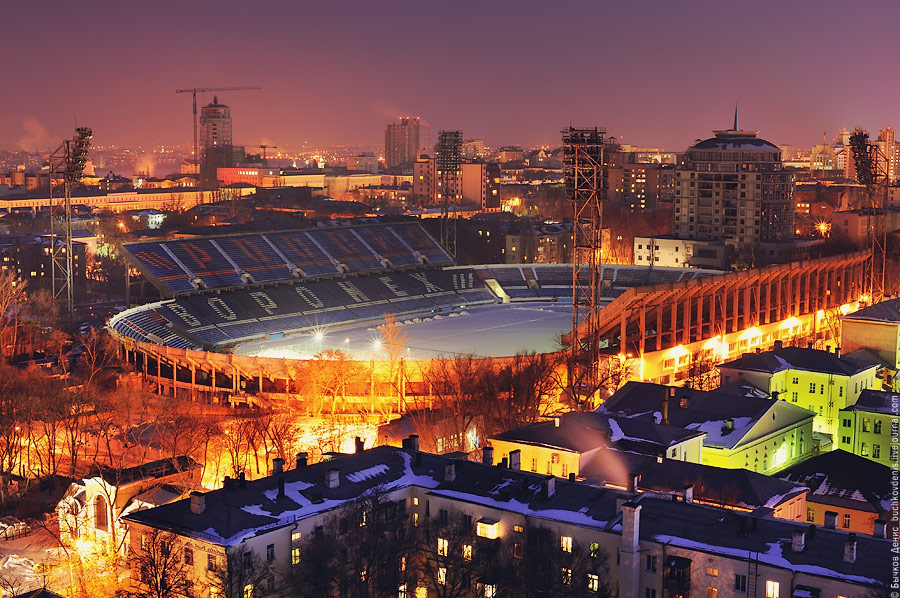
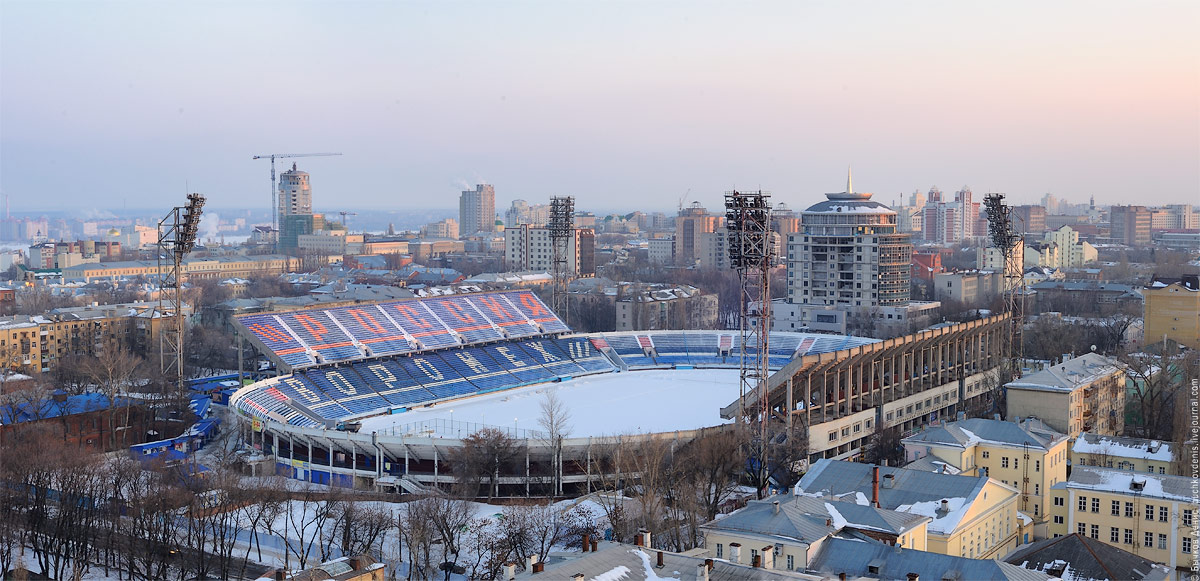